# Elara, a Hilton Grand Vacations Hotel
Le Elara, a Hilton Grand Vacations Hotel est un gratte-ciel de 183 mètres de hauteur construit à Las Vegas au Nevada aux États-Unis de 2006 à 2009. Il consiste en 2 tours parallèles reliées entre elles.
Il comprend 1292 chambres d'hôtel et logements et fait partie du complexe Planet Hollywood Resort and Casino.
Les architectes sont l'agence Morris Architects et l'agence Klai Juba Wald
En 2024 c'était toujours l'un des dix plus hauts immeuble de Las Vegas .

## Les services de l'hôtel

### Les chambres
- chambres : 
  - king bed studio

- suites :
  - 1 bedroom suite with king bed & sofabed
  - 2 king 2 bedroom premier suite with sofabed
  - 2 king 2 bedroom suite with sofabed
  - 3 king 3 bedroom premier suite with sofabed
  - 3 king 3 bedroom premier with sofabed
  - 4 king 4 bedroom premier suite with sofabed
  - 4 king 4 bedroom premier with sofabed